# Doyen de Bradford
Ne doit pas être confondu avec le Doyen de Bradford (Wiltshire), dans le diocèse de Salisbury.

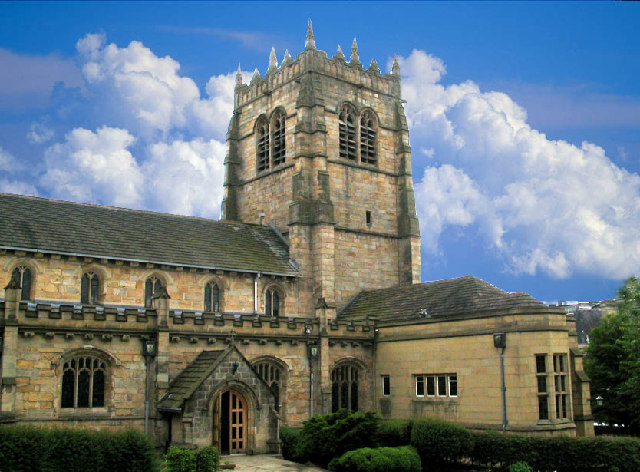
Cathédrale de Bradford

Le doyen de Bradford (Dean of Bradford en anglais) est le président primus inter pares du chapitre des chanoines, instance dirigeante de la cathédrale Saint-Pierre de Bradford (St Peter Cathedral). Avant 2000, le poste était dénommé provost, ce qui était alors l'équivalent d'un doyen dans la plupart des cathédrales anglaises. Jusqu'en 2014, c'était l'église mère de l'ancien Diocèse de Bradford et en tant que tel le siège de l'évêque de Bradford. A présent, la cathédrale est l'une des trois églises égales du Diocèse de Leeds, conjointement siège de l'évêque de Leeds. Le doyen actuel est Jerry Lepine.

## Liste des doyens
| - 1930–1931 Cecil Wilson - 1933–1943 Edward Mowll - 1944–1962 John Tiarks - 1962–1977 Alan Cooper - 1977–1989 Brandon Jackson - 1990–2000 John Richardson (devenu Doyen) | - 2000–2001 John Richardson (précédemment Provost) - 2002–2004 Christopher Hancock - septembre 2005–May 2012 David Ison, - 2012–2013 Andy Williams (intérimaire) - 2013– Jerry Lepine |